# Колубара Прерада (Лазаревац)
Колубара-Прерада (Лазаревац) је организациона целина огранка РБ Колубара Јавног предузећа електропривреда Србије ма. Основна делатност овог предузећа је транспорт, дробљење, класирање, чишћење и сушење колубарског лигнита. Пратећа делатност је и производња водене паре намењене за потребе предузећа (сушење угља и загревање објеката), као и за потребе производње блокова „Гас-Бетона”, за загревање стакленика и грејање градa Лазаревца. Већи део прерађеног угља намењен је за потребе термоелектране „Никола Тесла“ у Обреновцу и термоелектране „Колубара“ у Великим Црљенима.

## Историја
Експлоатација угља у Колубарском басену започета је 1896. године у руднику „Звиздар“ код Уба, а површинска експлоатација на површинским копу Поља „А“ 1952. године. Подземна експлоатација вршена је у десетак јама у источном и око пет копова угља у западном делу басена.
Педесетих година 20. века стратегијски интерес СФРЈ је био ослонац на сопствене енергетске изворе и обезбеђивање довољних количина квалитетног угља за индустрију и широку потрошњу. Окосницу пвог петогодишњег плана чинила је изградња енергетских објеката који је требало да створе услове за динамички привредни раст читаве Југославије. Оваква енергетска политика условила је припреме за градњу енергетског првенца Србије ТЕ „Колубара“ у Великим Црљенима, чија је изградња завршена тек десет година касније, 20. октобра 1956. године, због прекида економских и политичких односа са земљама источне Европе и обуставе испоруке опреме за електрану.
Прекретницу у развоју Колубарског басена представља 1950. година, када започиње изградња рудника са површинском експлатацијом, увођење модерне рударске технологије, механизације за масовну производњу угља. Те године започели су радови на отварању првог површинског копа. Поља „А“ у Рудовцима, капацитета 500.000 тона угља годишње. 
Две године касније почела је експлатација угља са овог копа, а већ исте године започиње изградња Поља „Б“ које ће 1956. године произвести 6.000 тона угља.
Око 300 радника радило је на изградњи Мокре сепарације. Послови који су трајали пет година привођени су крају. Истовремено је вршена преправка далековода паре од старе електране у Вреоцима до Сушаре. ТЕ „Вреоци“, снаге 12 мегавата претворена је у топлану за производњу водене паре која се користила у процесу сушења лигнита, а угаљ за њен рад је производила јама „Јунковац“.
Прва прерада угља је започета 23. септембра 1956. године. За рад у првим постројењима најтеже је било обезбедити кадрове, јер се радило о специфичном профилу стручњака. Сушара, отворена 1957. године била је први такав енергетски објекат у Југославији.

## Географски положај
Колубарски угљени басен налази се у северозападном делу Србије на око 50км југозападно од Београда и обухвата средњи део реке Колубаре по којој је и добио име.
Простирање овог басена на северу је од Степојевца на истоку до Венчана на југу до Рудоваца и на западу до Коцељева. Река Колубара дели басен на два дела: источни и западни. Источни или Колубарски простире се на око 60км. Чини га откопно поље „В” (јужно од Барошевца). Западни део басена назива се Посавско-Тамнавски и простире се на око 250км,а сачињавају га откопна поља „Тамнава”, „Радљево”, „Звиздар” и„Трлић”.
Продуктивно поље Тамнава које у експлоатацији обухвата мањи део западног дела Колубарског басена. Пружа се на западу до реке Кладнице, на југу до речице Врабнице, на истоку до пута Београд-Чачак, а на северу до села Каленић. Дужина откопног поља Тамнава по правцу исток-запад износи око 6км,а ширина по правцу југ-север износи 7км.

## Организациони делови Прераде
У оквиру огранка „Прерада” врши се прерада и оплемењивање ровног угља са површинских копова Поље „Б” и „Д”, ради добијања асортимана потребних за снабдевање термоелектрана, широку потрошњу и индустрију.
У склопу организационе целлине „Прерада” се налазе: Центар за стручне послове, три погона и Центар за испитивање угља и отпадних вода.
1. Центар за стручне послове врши производно-техничке и послове унапређења технологија и инвестиционе изградње, економске, правне, кадровске и опште послове.
2. У Сувој сепарацији уситњава се и класира ровни угаљ са површинских копова Поља „Б” и „Д”, ради добијања асортимана угља потребног за термоелектране, широку потрошњу, индустрију и топлану. У раду су I, II и III фаза, укупног капацитета 4000 т/х.
3. У погону Оплемењивање угља, функционишу четири радне јединице:
- Мокра сепарација где се чисти ровни угаљ у тешкој средини (суспензији воде и песка) и припрема за процес сушења. Осим праног угља, током процеса рада Мокре сепарције издвајају се и јаловина, која се жичаром транспортује до депоније и отпадне воде.
- Системом транспортних трака из Мокре сепарације допрема се угаљ у Сушару (у оквиру које је и Класирница). Сушење угља обавља се у цилиндричним аутоклавама (челичним судовима) са засићеном паром, при високом притиску и температури. Пројектовани капацитет Сушаре је 855 хиљада тона. После процеса досушивања, угаљ се транспортује у бункер сушеног угља, а одатле у Класирницу где се издваја по асортиманима.
- Топлана је термоенергетски објекат, капацитета 2x60 МW, намењен за производњу топлотне енергије, која је потребна за одвијање технолошког процеса у производиним постројењима, као и за грејање индустријских погона и општине Лазаревац. Вода која се користи у парним котловима допрема се из постројења за хемијску припрему воде, капацитета  3 x 60 m³/h. Димни гасови се пре испуштања кроз димњак пречишћавају на електрофилтерском постројењу. Пепео из електрофилтера и шљака из котла хидропнеуматски се транспортују до депоније пепела. Отпадна вода се пречишћава у посебном постројењу.
- У радној јединици Одржавање ради се превентивно и инвестиционо одржавање, израда резервних делова за Мокру сепарацију, Сушару и Топлану.

4. Железнички транспорт превози угаљ од површинских копова до Мокре сепарације. У овом погону ранжирају и довлаче вагоне ЈП „Железнице Србије” са сушеним угљем у станицу сушара, вагона за Термоелектране „Никола Тесла” у Обреновцу на Мокрој сепарацији и вагона за ТЕ „Колубара” у Великим Црљенима. Овај погон бави се и текућим одржавањем средстава вуче, вагона, колосека и контактне мреже.
5. У Центру за испитивање угља и отпадних вода ради прва акредитована лабоаторија за испитивање квалитета угља у Србији. Годишње се у лабораторији изврше анализе од 22 до 23 хиљаде узорака угља и од 2,5 до 3 хиљаде узорака воде.

## Организација погона „Сува сепарација“
Основна делатност Суве сепарације као погона је да прими угаљ са површинских копова, да га класира, уситни на одређену гранулацију и утовари у вагоне. У оквиру погона налази се и електро-машинска служба, док су послови правне природе, комерцијални и други послови у надлежности дела предузећа „Колубара-Прерада".
На челу погона налази се директор, који има задатак да руководи, координира, контролише и одговара за извршење планских задатака. Главни инжињер у производњи одговоран је за послове техничке природе и контакте са техничким службама у погонима.
Постројење ради у три смене, а посаду једне смене сачињавају непосредни извршиоци чији рад организује и контролише главни пословођа. Задатак главног пословође је да руководи технолошким процесом, као и да контактира са службом одржавања и инжињером задуженим за техничке послове.

### Технологија процеса у погону „Суве сепарације“
Погон Суве сепарације грађен је по фазама и то:    
- I фаза, капацитета 700  t/h, пуштена је у рад 1969. године
- II фаза, капацитета 1300 t/h, пуштена је у рад 1976. године
- III фаза, капацитета 2000 t/h, пуштена је у рад 1980. године

Основна концепција технологије рада све три фазе јесте да угаљ који се допрема са површинског копа „Поље Д”, до погона система „БТС” и „БТУ”, који се даље прерађује на класе -30+0 мм и као такав шаље на сагоревање у термоелектрану „Никола Тесла“, Обреновац 
У погону постоје два диспречарска центра. Диспечарски центар I и II фазе и диспечарски центар III фазе.

### Технолошки процес III фазе
Трећа фаза је предвиђена да снабдева угљем ТЕ „Никола Тесла“ у Обреновцу. Технолошки процес се састоји у класирању угља ради издвајања фракције -30+0мм. Грубо гледано у шеми технолошког процеса могу се издвојити три основне операције и то:	
1. Пријем угља и бункерисање
2. Уситњавање са класирањем
3. Отпрема са утоваром

Процес треће фазе започиње транспортером С11 на који долазе сирови угаљ са копа поља „Д“ . Транспоретером С11 полази из пресипне станице и транспортује угаљ у расподелну станицу. 
Расподелна станица је у облику дводелног бункера,а укупне запремине од 80-90 тона и има двојни задатак:
1. да угаљ усмери ка дробилиличном одељењу
2. да угаљ усмери у бункер сировог угља.[2]

Уколико са површинског копа долази количина угља од 2000t/h, онда технолошки ток иде транспортером С11 до расподелне станице, одакле се угаљ извлачи помоћу транспортера Т1296 са кога се додаје на транспортер Т240 . У случају да са копа долази већа количина угља него што ланац може да прими, онда се сав вишак угља из расподелне станице помоћу транспортера Т129а упућује у бункер сировог угља преко транспортера Т130.
Расподелна станица са својим транспортерима са варијабилним брзинама има улогу да у даљи процес дозира константан ток угља од 2000t/h, па је у ту сврху бункер расподелне станице постављен на мерним уређајима. Осим тога за случај да из било ког разлога не могу радити траке Т129а и Т1296 постављена је сонда која контролише максималну висину пуњења бункера и искључујући транспортер С11 и остали ланац зауставља довоз са копа.
Транспортер Т130, који из расподелне станице прима угаљ преко Т129а одвози вишак, или пак целокупну количину угља у бункер сировог угља, зависно од тога да ли ради ланац према утовару за ТЕ „Никола Тесла” или не.
Пуњење бункера сировог угља, врши се преко утоварних колица са двоструким левком. Бункер је бетонске конструкције са корисном запремином од 3000 тона.
Пражњење бункера се остварује са два ротациона изгртача 131а и 131б, који се крећу дуж бункерског отвора и извлаче угаљ са целе дужине бункера или са једног места. Пречник радног точка изгртача је 4 метра. Број обртаја је од 0-120 у минути, а брзина кретања колица је 1 метар у минути. Угаљ извучен из бункера помоћу изгртача додаје се на транспортер 240 на који може долазити и угаљ из расподелне станице преко траке Т132. На транспортеру Т240 је монтирана трачна вага, којом се диктира систем рада расподелне станице и бункера, да би се добила константна количина угља од 2000t/h.
Са транспортера Т240 угаљ се помоћу расподелног левка са покретном клапном дели и распоређује на две решетке са ротирајућим ваљцима 242а1 и 24261 код којих је размак између ваљака 30мм, тако да се из основног тока издваја класа 30+0мм. 
Просевна површина ових решетки може се упутити директно на уситњавање, или на решетке са ротирајућим ваљцима 242а2 и 24262, где се издваја комадни угаљ -400+120мм. Уситњавање класе -400+30мм или класе -120+30мм врши се чекићним дробилицама 243а и 2436, код којих су чекићи еластично спојени,а дробећа површина је променљива па се може регулисати излазни отвор дробилице, а самим тим и гранулација издробљеног материјала. Поред класе 30+0мм на транспортер Т244 долази и уситњен угаљ па мешајући се одводи на транспортер ТЗ50 којим се угаљ одвози на утоварну станицу ТЕ „Никола Тесла”. Транспортер Т350 монтиран на транспортном мосту одвози угаљ у утоварну станицу где се утовар врши на 6. и 7. колосеку. Станица је опремљена чељустима на дну прихватног бункера који руковаоц отвара када ћелија вагона подиђе испод њих и затвара их када је прелаз између вагона под њима. За угаљ и угљену прашину који се наталоже на колосеку користе се транспортери ТЗ54,ТЗ55 и ТЗ56 који поново враћају на транспортер ТЗ5О.

## Задаци диспечера
Радно место диспечара је командно одељење „ПИПИТЕР” са припадајућом опремом.
Командни пулт са командним, сигналним и контролним уређајима као и технолошком шемом са сигнализацијом погона садржи:
- ради
- не ради
- у квару
- командим ормаром ваге
- амперметрима и волтметрима
- телефони, интерфони
- остали интервал

### Врста посла који се обавља
Диспечари морају бити на радном месту најмање пет минута пре почетка радног времена.
Преузимање смене од диспечара претходне смене,обавља се на радном месту уз претходно усмено и писмено информисање о стању погона. Писмено се информише преко књиге диспечара.
Информација мора бити о: исправности машина и уређаја, допреми угља са копа, отпреми угља, раду и врсти застоја у претходној смени, обавештењу о наредбама из претходне смене које се односе на наредну смену, упутства и налоге за рад добијају од главног пословође смене и непосредних руководилаца. 
За време рада обавезна је сарадња са: диспечерима БТС и БТУ, предрадницима утовара, пословођом утоварне станице за ТЕНТ, старешином смене, кооринатором огранка Прераде, отправником ТЕНТ-а.
Све информације везане за рад погона морају бити у књизи диспечара. Време кретања и заустављања погона морају бити тачно уписана у књигу диспечара, као и трајање застоја са његовим кратким описом

### Командовање и контрола рада постројења
Контрола рада се врши на командом пулту на коме се налази техничка шема. Кретање и заустављање постројења обавља се преко одговарајућих тастера и прекидача,који се налазе на пулту испод технолошке шеме табле са сигналним лампама као и табеле за јављање сметњи.
На светлећој табли ознаке значе:
- Нема светла-погон искључен
- Има светла-погон укључен (ради)
- Трептуће светло-погон има сметњу (квар)

Приликом испада једног вагона у технолошком ланцу заустављају се погони који се налазе у ланцу иза оног који је стао.
Да би погон могао да ради морају бити укључени напони HS2,UV1,UV2 и командни напон у појединим диспечарским центрима су уграђени сигурноцни уређаји који спречавају рад погона под ненормалним техничким условима. Сигурносни уређај искључује машину код прекорачења предвиђених техничких параметара. Појавом квара на синотичкој табли појављује се одговарајучи сигнал (светлосни или звучни).
Неки од сигнала су:
- Нужно искључење бункера
- Нужно искључење дробилице
- Командни напон
- Мрежна заштита
- Прекостер
- Клизање
- Бежање
- Стоп уже
- Детектор метала
- Кочница
- Деблокир

За појаву било којег квара диспечар предузима одговарајуће мере отклањања истог. Упознаје са кваром главног пословођу, руковаоца машине и у зависности од квара електро или машинско одржавање.

### Начин рада
Рад постројења може бити аутоматизован или са ручним командама.
Регулисање капацитета са којим погон ради такође може бити аутоматизован или са ручним подешавањем. Преко прекидача у левковима расподелне клапне (где их има) заузимају одговарајући положај.
Положај клапни прати се преко одговарајућих сигналних лампи, на синоптичкој табли. Ако лампа светли отворена је блокада за кретање. 

## Мере безбедности и здравља на раду

### Опште напомене
У циљу обезбеђења заштите на раду при извођењу радова, неопходно је перманентно предузимање и обезбеђење свих мера заштите на раду у складу са важећим законским прописима, нормативним актима и упутствима израђеним у те сврхе. За спровођење прописаних мера заштите при извођењу монтажних радова одговорно је сво надзорно техничко особље и сваки радник у свом делокругу рада у смислу задатка обавеза предвиђених актима предузећа.
- Приступ постројењу и машинама мора бити преко прилазних путева обезбеђен за раднике. Постројења и уређаји морају бити тако изграђени, монтирани, одржавани и усавршавани да сигурност у раду буде обезбеђена.
- Постројења и машине треба осигурати против неовлашћеног приступа и пуштања у погон.
- Сви радници који раде на машинама, уређајима и постројењима морају имати одговарајући степен образовања (квалификација).
- Радницима са смањеним способностима могу бити поверени само они радови код којих они не могу угрозити себе и друге раднике.
- Руководилац је дужан да изда упутства за рад и одржавање постројења наоснову захтева технолошког процеса и услова произвођача опреме и да их постави на видно место.

Места радника морају бити тако уређена да радници имају сигирну подлогу на којој стоје, да имају добар поглед радних операција и да у свом раду не буду ометани или угрожени од стране других радника или машина.
У свим сменама мора бити обезбеђена довољна присутност руководних радника ради надзора, указивања прве помоћи, обуставе рада при евентуалним опасностима и слично. О раду смена и евентуалним променама у њима води се писмена евиденција, а смена се предаје записнички између руководилаца смена.
Лицима која су под дејством алкохола не сме бити дозвољен приступ или рад. Унутар радничких постројења забрањена је продаја алкохола као и доношење алкохола на радна места.
Сви радници морају имати лична заштитна средства и опрему која одговара важећим прописима

### Лична заштитна средства и опрема
Лична заштитна средства и опрема користе се у циљу спречавања опасности од спољних штетних утицаја на човека. Према томе, ако се опасности и штетности којима су изложена лица на раду на други начин не могу уклонити, неопходна је и обавезна употреба одговарајућих средстава опреме за личну заштиту на раду. Средства и опрема за личну заштиту на раду морају бити таква да спречавају опасностт, односно штетност којима је организам или део тела изложена да при раду не причињавају тегобе и сметње.
На раду се могу примењивати само она лична заштитна средства и опрема који одговарају важећим стандардима.
Према избору личних заштитних средстава и опрема треба поред осталог обратити пажњу на следеће захтеве: 
- Да средство и опрема функционално одговарају својој намени
- Да што мање сметају раднику при раду
- Да су подесна за оджавање

У личну заштиту средстава и ореме спадају:
Средства личне заштите: радно одело, радни мантил, цокуле са гуменим ђоном, кожух са рукавима и без рукава, кишна кабаница, бунда, одело од скаја, подкапа, кожне рукавице гумене чизме
Лична заштитна опрема: атестиране гумене рукавице, заштитна маска за вариоце, заштитни појас са ужетом, атестиране гумене чизме и ципеле, заштитне наочаре, заштитни шлем кожна кецеља
Пројектована заштита се састоји од: заштите од опасног дејства електричне енергије, заштите од атмосферског електрицитета, заштите од механичког дејства ротирајућих делова, опасност од пада са висине, инсталација осветљења, мере за заштиту од буке и вибрација, грејање и вентилације,помоћне просторије 

### Извори опасности
- Струјни удар
- Захватање делова тела и одеће ротирајућим деловима транспортера
- Материјал који спада са транспортера
- Просуто уље и мазива
- Закрченост рад ног простора и пролазних стаза
- Слаба осветљеност
- Неисправност уређаја за искључење транспортера
- Неисправан алат
- Некоришћење личних заштитних средстава
- Некоришћење упутства за рад
- Непридржавање прописаних мера заштите[4]